# Bilan de santé
Le bilan de santé est un ensemble plus ou moins complet d'investigations visant à évaluer l'état de santé d'une personne. Il peut être rapporté sur le carnet de santé et périodiquement renouvelé.

## Histoire

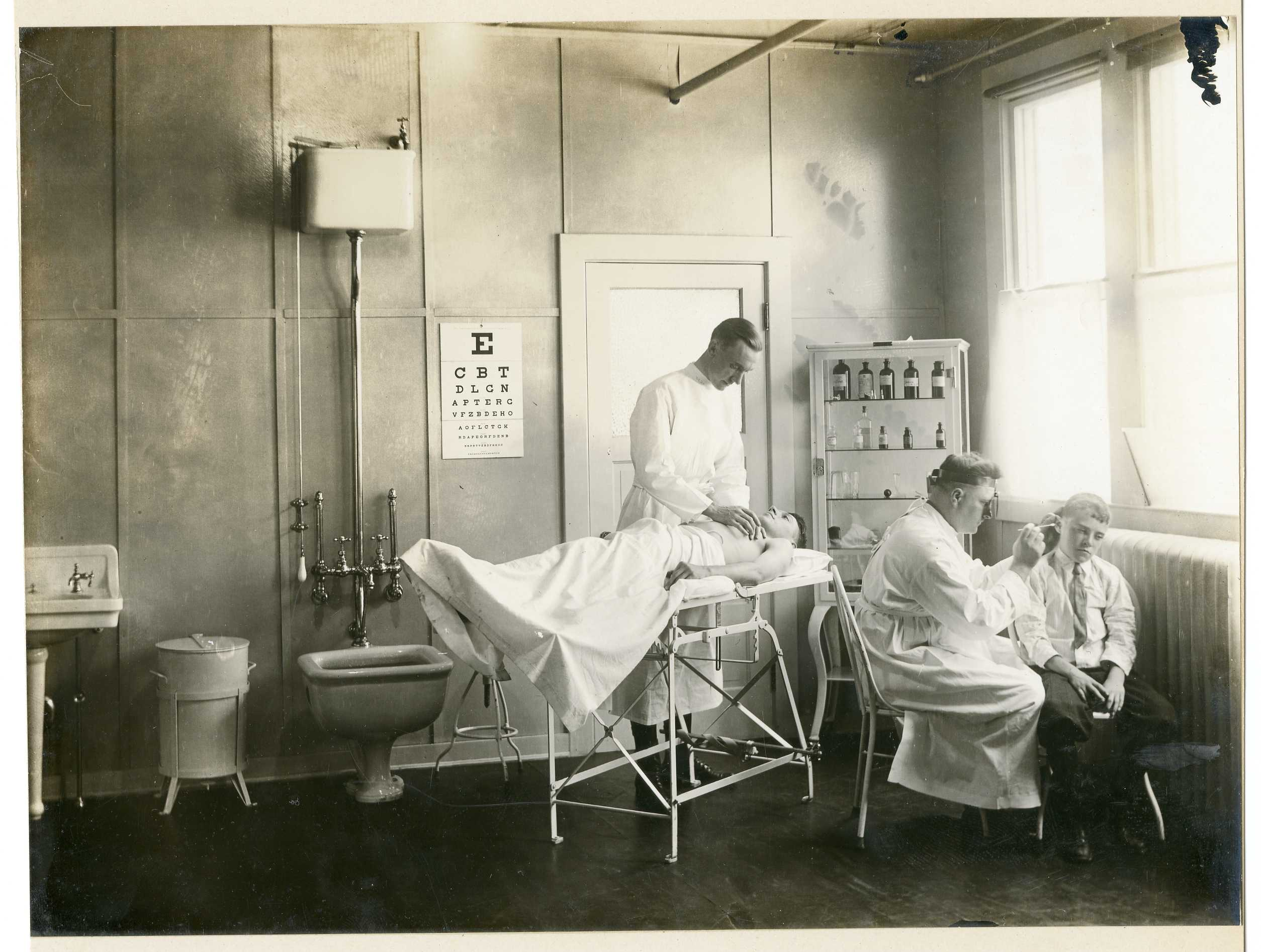
Salle d'examen, Première Guerre mondiale

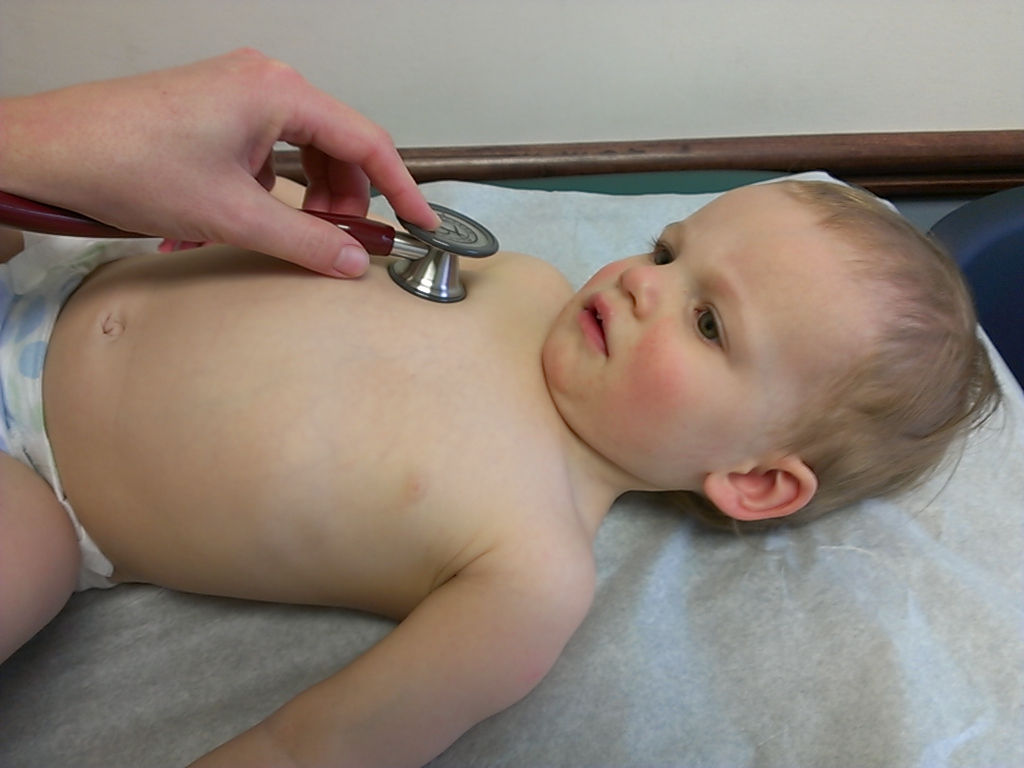
Auscultation d'un jeune enfant

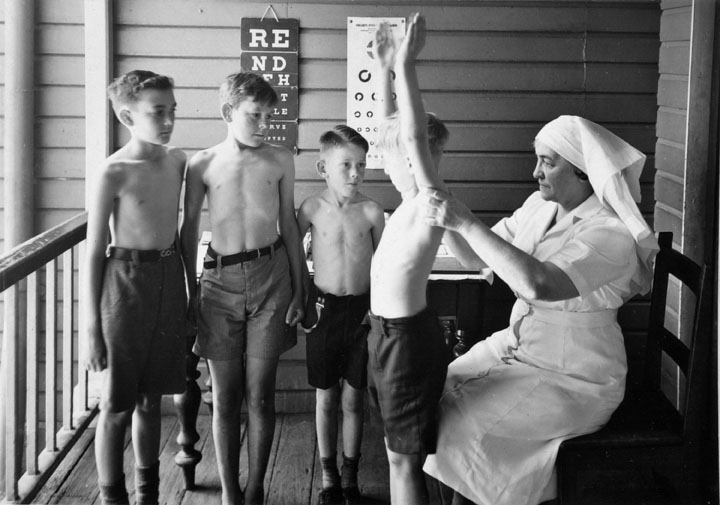
La visite médicale était souvent l'occasion d'un premier bilan médical (ici en 1946, dans le Queensland

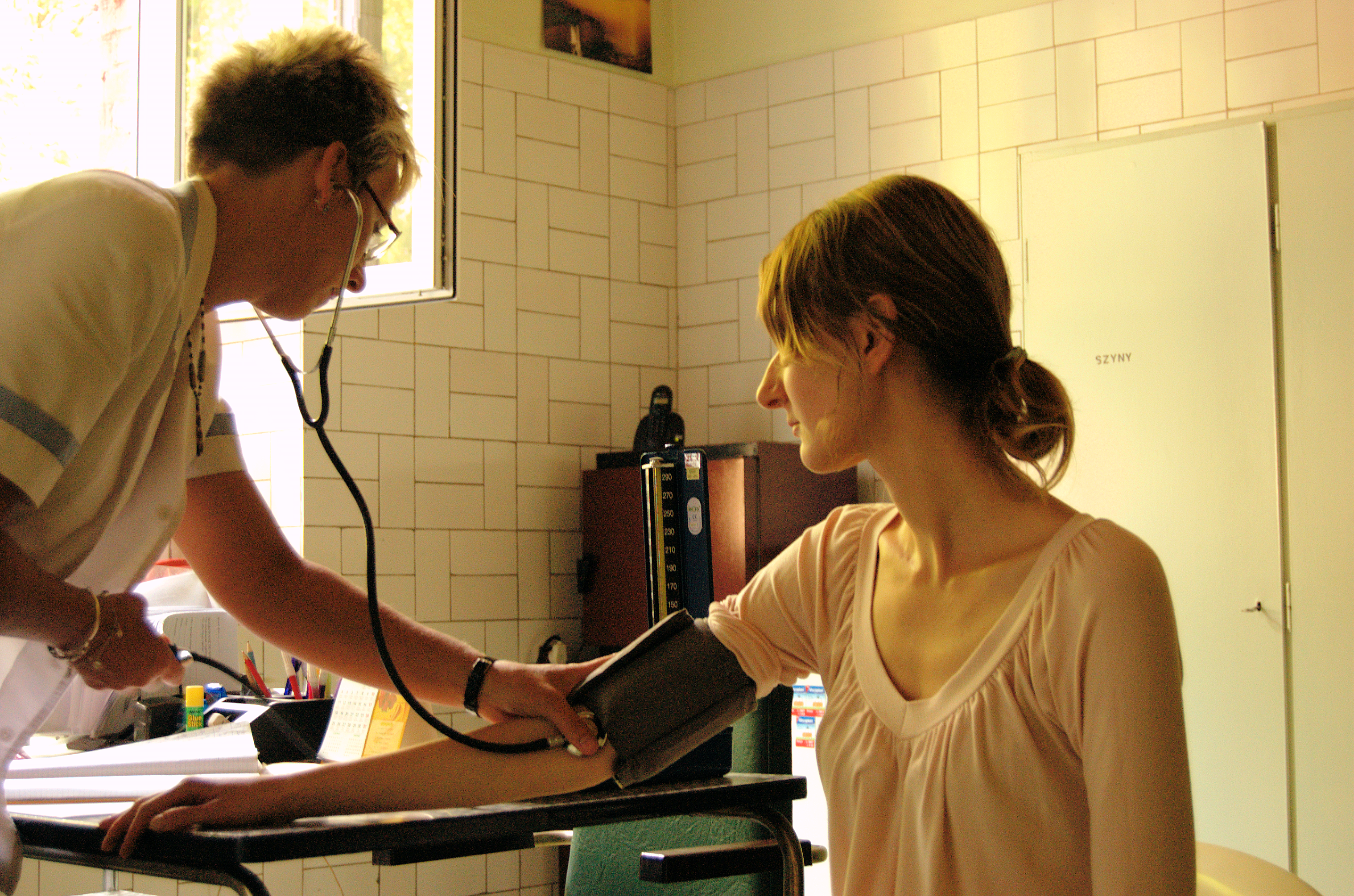
Mesure de la pression artérielle (ou « tension artérielle »)

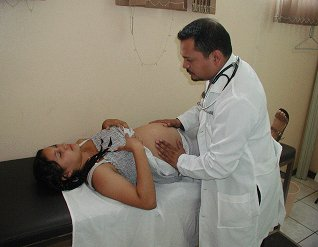
La grossesse fait l'objet de plusieurs bilans médicaux

Autrefois, en France, le service militaire était souvent l'occasion du premier bilan de santé. Aujourd’hui il se fait plus souvent presque avant la naissance chez le gynécologue (dans les pays dits « développés ») ou à l'école (dans le cadre de la première visite médicale). Sinon, il se pratique chez le médecin, à l’hôpital, dans une institution spécialisée (ex : Institut pasteur en France) et parfois dans des centres dédiés (« Centre de bilan de santé », par exemple Centres de bilan de santé de l'enfant).
Une tendance qui semble devoir se poursuivre, au moins dans les pays riches et l'informatisation du dossier médical individuel qui suivra chaque personne toute sa vie, ce qui pose certaines questions déontologiques et de protection de la vie privée.
Dans le cadre de la Stratégie nationale de santé (2023-2033), un dispositif "Mon bilan Prévention" a été lancé en 2024 ; c'est un point sur la santé (habitudes alimentaires, d'activité physique, de sommeil, la santé mentale et sexuelle, les addictions, les vaccinations et les dépistages) proposé à 4 moments clés de la vie (18-25 ans, 45-50 ans, 60-65 ans, 70-75 ans), pris en charge par l'Assurance Maladie et soutenu par Santé publique France,.

## Enjeux
Le bilan de santé est important pour la médecine préventive et pour la veille sanitaire, mais pas uniquement (il est par exemple nécessaire pour la délivrance d'un certificat de santé, ou avant une opération chirurgicale grave ou avant le lancement d'un traitement par des médicaments dangereux).
Il permet le dépistage plus précoce de maladies génétiques, infectieuses, professionnelles, etc. notamment dans le cadre de la protection maternelle et infantile et de la médecine scolaire ou de la médecine du travail, et présente un grand intérêt épidémiologique pour le suivi de panels et parfois pour la détection de signaux faibles en termes d'épidémies, de zoonoses, de maladies émergentes, etc. Il peut déboucher sur des conseils, un suivi de court ou moyen termes ou une orientation vers un service médical spécialisé.
Notamment pour les personnes vulnérables et en situation de pauvreté, pour les enfants et adolescents, il peut être intéressant pour des organismes de sécurité sociale de proposer des bilans gratuits, afin de pouvoir traiter mieux et plus précocement, et moins coûteusement de nombreux problèmes de santé. En lien avec les équipes pédagogiques et le psychologue, le repérage précoce de troubles de type autisme, dysphasie ou dyslexie ou simplement de troubles de l'attention, de la vue ou de l'audition est une des conditions nécessaires à une meilleure prise en charge des enfants concernés.

## Contenu
Il s'appuie sur un examen clinique du patient (auscultation, discussion avec le patient) et sur des analyses médicales telles que :
- bilan sanguin ;
- bilan urinaire ;
- bilan dentaire ;
- bilan oculaire ;
- bilan auditif ;
- profil métallique (basé sur l'analyse d'éléments traces métalliques (ETM) dans le sang, les urines ou les phanères)
- certains tests adaptés au genre (masculin, féminin) et/ou à l'âge du patient ou à certains évènements de la vie (grossesse, opération chirurgicale, chimiothérapie, etc.);
- Chez le jeune enfant ou la personne âgée, chez le handicapé, avant ou après certaines opérations de chirurgie fonctionnelle, un bilan psychomoteur approfondi peut être fait avec le pédiatre et un psychomotricien…

Chaque bilan a une composante temporelle, en s'appuyant sur les « évènements de santé » passés, l'état actuel du patient.

Il a aussi une dimension prospective qui inclut une interprétation du bilan par le médecin, débouchant le cas échéant sur un traitement ou une aide et des conseils pour le patient, sa famille…).

En théorie, ce bilan comporte une composante psychologique puisque la santé prise au sens large est définie comme englobant la santé mentale, la santé physique, mais les médecins ne sont pas tous formés à ces disciplines.
Le bilan de santé est souvent aussi l'occasion de vérifier la mise à jour des vaccins, contribuant ainsi à améliorer la « couverture vaccinale », dont lors du premier bilan de santé scolaire en France.
Chez les personnes de moins de 65 ans en bonne santé, un bilan n'apporte pas de bénéfice en termes de mortalité.